# Узляу
Узля́у (баш. өзләү, тамаҡ-ҡурай, вост. башк. һоҙҙау, ҡайҙау) — горловое пение у башкир, национальный стиль, родственный горловому пению других тюркских и монгольских народов. Другие локальные названия узляу: хозду, кайдау, тамак-курай.

## Виды
Существует узляу двух видов:
1. Сольное двухголосое горловое пение.
2. Сопровождение горловым пением игры на курае и кубызе.

Сольный узляу, в свою очередь, делится на три разновидности:
1. Кара-узляу или Тюбен-узляу — «темное» или низкое горловое пение.
2. Югары-узляу — высокое горловое пение.
3. Бала-узляу или Катын-узляу — детское или женское горловое пение.

Также существует мнение, что термином «узляу» в старину называли вид исполнения горлового пения на высоких тонах, с акцентом на звуки «О» и «З», а «hоздау» или «hозлау» — для обозначения так называемого «среднего» горлового пения, где, помимо высокого свиста «О» и «З», также звучит бурдонный «Һ».

## Репертуар
Способом узляу исполняются различного рода самостоятельные произведения: напевы узун-кюй, маршевые и танцевальные мелодии, звукоподражательные мотивы. Также узляу используется как дополнение к песням, при исполнении эпосов, сказаний, кубаиров.
Овладение искусством узляу требует длительной подготовки под руководством опытного исполнителя.

## История
В прошлом узляу было широко распространено и имело обрядово-магическую функцию. Выдающиеся мастера узляу в Башкортостане: С. Юлмухаметов, М. Саламатов, Б. Сулейманова. Последняя была хранительницей древнего вида женского узляу, не имеющего аналогов в мире.
Узляу впервые был описан С. Г. Рыбаковым в XIX веке, изучен и нотирован Л. Н. Лебединским и Х. С. Ихтисамовым.
На современной башкирской сцене узляу используют известные кураисты и горловики Раис Низаметдинов, Ильгам Байбулдин, Ринат Рамазанов, Артур Гайсаров, Ишмурат Ильбаков и др.